# George Breen
George Breen (Buffalo, Estats Units, 1935) fou un nedador nord-americà, guanyador de quatre medalles olímpiques.

## Biografia
Va néixer el 19 de juny de 1935 a la ciutat de Buffalo, població situada a l'estat de Nova York.

## Carrera esportiva
Va participar, als 21 anys, en els Jocs Olímpics d'Estiu de 1956 realitzats a Melbourne (Austràlia), on aconseguí guanyar tres medalles olímpiques: la medalla de plata en la prova de relleus 4x200 metres lliures i la medalla de bronze en les proves de 400 m. lliures i 1500 m. lliures. En els Jocs Olímpics d'Estiu de 1960 realitzats a Roma (Itàlia) aconseguí revalidar la seva medalla de bronze en la prova dels 1500 metres lliures.
Al llarg de la seva carrera guanyà una medalla d'or en els Jocs Panamericans de 1959 i 22 títols nord-americans en els 400 metres lliures.